# Novo Jardim
Novo Jardim is een gemeente in de Braziliaanse deelstaat Tocantins. De gemeente telt 2.525 inwoners (schatting 2009).